# Phrictus quinquepartitus
A Phrictus quinquepartitus a rovarok (Insecta) osztályába, a félfedelesszárnyúak (Hemiptera) rendjébe, a Fulgoridae családjába, ezen belül a  Phrictus nembe tartozó faj.
Lámpáslegyeknek, lámpácskáknak, lámpahordó kabócáknak is hívják. Ezeket az elnevezéseket téves megfigyelések után kapták. 
Maria Sibylla Merian leírása alapján úgy tartották, hogy a fején lévő nyúlvány éjjel fényt bocsát ki. Carl von Linné ezt a feltételezést megfigyelés nélkül átvette, és számos nevet megalkotott (laternaria, phosphorea és candelari), hogy illusztrálja ezt a tényt, azonban ezt a korábbi feltételezést a későbbi századok tapasztalatai megcáfolták.
Régen azt is feltételezték, hogy különös alakú fejük párzás közben világít, de több évszázados megfigyelés során sem sikerült ezt a feltevést soha igazolni.

## Előfordulása
Tengerszint feletti 800 méterig egész évben megtalálható, főként Panamában, Brazíliában, Kolumbiában, Costa Ricán, Nicaraguában.
A legtöbb példányt a közép-amerikai Belize ország Guanacaste Természetvédelmi Területéről gyűjtötték.

## Megjelenése
A nőstények 45-48 mm-, a hímek 40-42 mm hosszúságúak.
Elülső szárnyai barnás-zöldes színűek, alsó harmadukon feltűnő sárga sáv látható,
mely színezet jól elrejti őket a fákon. Alsó szárnyai szórt fehér mintás, élénk, piros-fekete színezetűek.
Különleges színezetén kívül egyedi fejformája is rendkívül érdekes. Testéhez képest nagyon nagy, hiszen testhosszának közel a fele. Üreges, orra emlékeztet, jellegzetes kinövésekkel, a szemeknél szarvszerű nyúlvánnyal.
Ezeknek a különféle kinövéseknek fő funkciója az ásás. Segítségükkel harap bele a rovar a levelek lédús húsába és nyit rést a fák kérgébe, hogy belehelyezze petéit.

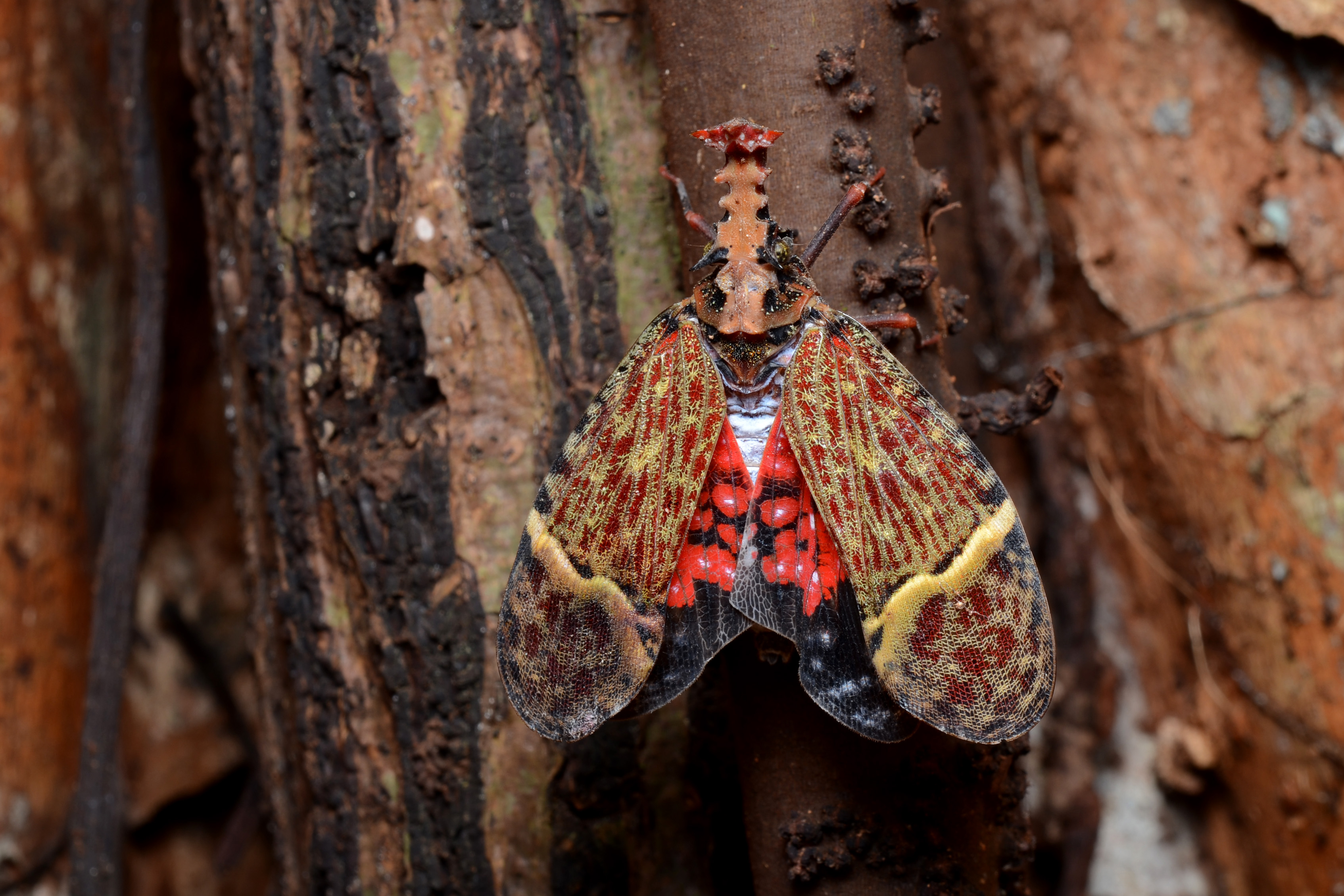
Táplálkozás közben a Simarouba amara fán

|  |  |

## Táplálkozása
Kizárólag növényevők. 
Szívószálra hasonlító szájszervükkel a fák virágainak, leveleinek és faháncsának nedveit szívogatják a gazdanövényekből.
Konzervatívak a táplálkozás terén, bizonyos növényekre korlátozzák étrendjüket, mi több, sokszor megmagyarázhatatlan okból több generációnyi rovar ugyanarról a fáról táplálkozik és semmi másról.
Kedvenc táplálék fája a Simarouba amara fa.

## Életmódja
Éjszaka aktívak, nappal a fatörzsek alján, közel a talajhoz pihennek, összezárt szárnyainak színezete jól elrejti őket. Veszély esetén szárnyait hirtelen szétcsapja, így növelve meg testméretét, felvillantva fényes, élénkpiros színezetét és szemfoltjait, így próbálva meg elriasztani az esetleges támadóit,
mivel semmilyen védekezésre alkalmas szúró, vagy méregszerve nincsen.
Fákon élnek. A nőstények viaszt választanak ki a hasukon lévő mirigyeikből, ezzel az anyaggal vonják be a lárváikat, ami megóvja azokat a nedvességtől. Ugyanezzel a viasszal bélelik ki a kéreg repedéseibe rejtett peték kamrácskáinak falát.
Testükben különféle baktériumok találhatóak, amelyek szimbiózisban élnek velük, és vélhetően tápanyagokat állítanak elő a rovar számára.
A fák nedveinek szívogatása következtében mézharmatot termelnek, melyet erőteljesen kilőnek a hátsó végükön található, katapultszerű szerkezettel. Többféle állat is fogyasztja ezt az anyagot, különösen a Camponotus nemzetség hangyái, vagy a Euglandina aurantiac csigafaj, mely annak ellenére, hogy ragadozófaj (elsősorban más csigákat eszik), előszeretettel gyűjti ezt az anyagot, mert a jó minőségű szénhidrát mellett magas kalciumtartalma miatt fontos a meszes héja felépítésében és keménységének megtartásában.